# 일선교통
일선교통(一善交通)은 경상북도 구미시의 시내버스 운송 업체이고, 본사는 경상북도 구미시 선기로 155 (선기동)에 위치해 있다.

## 회사 소개
1985년 7월 18일 경북여객자동차(현 경북고속)에서 구미시내버스를 분리독립시켜 설립하였다. '일선'이라는 사명은 선산군(구미시와 통폐합이전의 지명)의 옛지명이었던 일선군(신라시대때 지명)에서 유래 되었다.

## 운행 노선
시내/좌석/리무진 노선에는 모두 구미버스와 함께 공동 배차에 참여하고 있으며, 66개의 시내/좌석/리무진버스가 구미버스와 함께 2주 간격으로 순환하면서 배차에 참여하고 있다.

## 차량
전 차량이 현대자동차의 차종으로 운행한다.
- 현대 뉴 카운티
- 현대 뉴 슈퍼 에어로시티
- 현대 저상 뉴 슈퍼 에어로시티
- 현대 블루시티
- 현대 일렉시티